# 血紅素尿症
血紅素尿症（Hemoglobinuria）是在尿液中發現血红蛋白（血紅素）濃度過高的疾病。此疾病多半和溶血性贫血有關，是原發性的血管內溶血，破壞红血球，因此血红素釋放到血浆裡。過量的血红素會由腎臟過濾，排到尿液中，因此尿液會呈紫色。血紅素尿症會造成急性的急性腎小管壞死，血紅素尿症是在重症醫學中病患因單一病因死亡的病因之一，但非常少見。

## 病因
- 急性腎小球腎炎（英语：glomerulonephritis）
- 灼傷
- 腎癌
- 疟疾
- 陣發性夜間血紅素尿症
- 微血管病，例如溶血性尿毒综合征（HUS）、會造成微血管病性溶血性貧血（英语：microangiopathic hemolytic anemia）的血栓性血小板減少性紫癜（TTP）
- 輸血反應
- IgM自體免疫性溶血性貧血（英语：autoimmune hemolytic anemia）
- 葡萄糖-6-磷酸脫氫酶缺乏症
- 腎盂腎炎（英语：Pyelonephritis）
- 鐮刀型紅血球疾病
- 尿道的结核病
- 繼發性行軍性血紅蛋白尿症（英语：March hemoglobinuria）重覆發作對身體的影響，多半影響腳部
- 劇烈運動後造成的腎炎
- 急性鉛中毒

## 診斷
血紅素尿症的診斷會以病史、血液檢查以及尿液檢查以準。若尿液中沒有红血球，尿液管型也不是红血球型，但試紙試驗為陽性，可能是血色素尿或肌紅素尿。若尿液中有红血球，即為血尿。